# Doll Domination
Doll Domination is het tweede studioalbum van de Pussycat Dolls. Het kwam 19 september 2008 in Nederland en 23 september 2008 uit via A&M / Interscope / Polydor / Universal.

## Achtergrondinformatie
Aan het album hebben vele artiesten meegewerkt, waarbij enkele tracks van tevoren al bestonden maar nog geen bestemming hadden. Weer enkele anderen ("When I Grow Up", "Who's Gonna Love You" en "Happily Never After") waren oorspronkelijk bestemd voor zangeres Nicole Scherzingers soloalbum. Zij is tevens de leadzanger en heeft als de enige van de andere vier leden bijgedragen aan het songwritingsproces. Melody Thornton is net als alle andere leden een achtergrondzangeres, maar is ook te horen met ad-libs en een enkele keer als leadzangeres. Op de deluxe editie staan vijf extra nummers, die elke zangeres solo heeft gezongen.
De groep begon in januari aan een tour door Europa, met Ne-Yo en soms ook Lady Gaga als openingsact, door Oceanië en door Noord-Amerika, waarbij ze zelf openingsact voor Britney Spears waren.

## Ontvangst
Het album debuteerde in de Nederlandse Album Top 100 op haar hoogtepunt, de 24ste plaats. Het verbleef tien weken in de lijst om in januari voor een week terug te keren op de 96ste plaats. In de Amerikaanse Billboard 200 debuteerde het op plaats vier met een eesteweekverkoop van 79.000, lager dan voorganger PCD dat 99.000 keer de toonbank over ging. Het presteerde dan ook slechter dan PCD door slechts zeven weken in de eerste honderd te blijven terwijl de voorganger dit bijna een jaar deed. Het succes van derde single moest ervoor zorgen dat het album een oppepper kreeg. Dit had succes, het album keerde terug in de lijst op plaats 100. In Frankrijk en het Verenigd Koninkrijk is het succes aanzienlijk groter, gezien het ruim 100.000 keer verkocht heeft en de gouden status heeft verkregen.

## Hitnotering
| "Doll Domination" in de Nederlandse Album Top 100 - binnen: 27-09-2008 | "Doll Domination" in de Nederlandse Album Top 100 - binnen: 27-09-2008 | "Doll Domination" in de Nederlandse Album Top 100 - binnen: 27-09-2008 | "Doll Domination" in de Nederlandse Album Top 100 - binnen: 27-09-2008 | "Doll Domination" in de Nederlandse Album Top 100 - binnen: 27-09-2008 | "Doll Domination" in de Nederlandse Album Top 100 - binnen: 27-09-2008 | "Doll Domination" in de Nederlandse Album Top 100 - binnen: 27-09-2008 | "Doll Domination" in de Nederlandse Album Top 100 - binnen: 27-09-2008 | "Doll Domination" in de Nederlandse Album Top 100 - binnen: 27-09-2008 | "Doll Domination" in de Nederlandse Album Top 100 - binnen: 27-09-2008 | "Doll Domination" in de Nederlandse Album Top 100 - binnen: 27-09-2008 | "Doll Domination" in de Nederlandse Album Top 100 - binnen: 27-09-2008 | "Doll Domination" in de Nederlandse Album Top 100 - binnen: 27-09-2008 | "Doll Domination" in de Nederlandse Album Top 100 - binnen: 27-09-2008 |
| Week                                                                   | 1                                                                      | 2                                                                      | 3                                                                      | 4                                                                      | 5                                                                      | 6                                                                      | 7                                                                      | 8                                                                      | 9                                                                      | 10                                                                     |                                                                        | 11                                                                     |                                                                        |
| ---------------------------------------------------------------------- | ---------------------------------------------------------------------- | ---------------------------------------------------------------------- | ---------------------------------------------------------------------- | ---------------------------------------------------------------------- | ---------------------------------------------------------------------- | ---------------------------------------------------------------------- | ---------------------------------------------------------------------- | ---------------------------------------------------------------------- | ---------------------------------------------------------------------- | ---------------------------------------------------------------------- | ---------------------------------------------------------------------- | ---------------------------------------------------------------------- | ---------------------------------------------------------------------- |
| Nummer                                                                 | 24                                                                     | 28                                                                     | 43                                                                     | 63                                                                     | 69                                                                     | 80                                                                     | 82                                                                     | 87                                                                     | 89                                                                     | 96                                                                     | uit                                                                    | 96                                                                     | uit                                                                    |

## Singles
1. "When I Grow Up" was de leadsingle en deed het goed in de lijsten over de hele wereld. In Nederland echter, behaalde het niet het verwachte succes en piekte het op de vijfentwintigste plaats. Een opmerkelijk feit, aangezien alle uitgebrachte singles van PCD de top 10 in de Nederlandse Top 40 hadden gehaald. In de Vlaamse Ultratop 50, de Amerikaanse Billboard Hot 100, de Britse UK Singles Chart bereikte het respectievelijk de derde, de negende en opnieuw de derde plek.
2. "Whatcha Think About That" was de tweede Amerikaanse en Braziliaanse single en dit gold oorspronkelijk ook voor de rest van de wereld. Vanwege de lage chartsucces en het prefereren van het draaien van "I Hate This Part" door de Amerikaanse radiostations, werd de release afgelast en werd al snel "I Hate This Part" uitgebracht. Deze samenwerking met Missy Elliott werd in het Verenigd Koninkrijk als derde single uitgebracht en haalde, mede dankzij een uitgebreide remixpakket, de negende plek.
3. "I Hate This Part" was de oppepper dat het album nodig had. De ballad scoorde goed en bereikte de drie landen de top 5 (waaronder Vlaanderen), de top 10 in negen en de top 20 in vijftien landen. Nederland bleef met een 27ste plek achter.
4. "Bottle Pop" zou oorspronkelijk de vierde single zijn, maar werd uitgesteld door de release van "Jai Ho! (You Are My Destiny)". Desondanks krijgt het wel een Duitse release in april.
5. "Jai Ho! (You Are My Destiny)" is de officiële vijfde single en wereldwijd de vierde. Het is een heropname van "Jai Ho" van Sukhwinder Singh en A. R. Rahman, afkomstig van de Slumdog Millionaire soundtrack en beleefde als Amerikaanse download succes en daardoor wereldwijd uitgebracht.
6. "Hush Hush" is de vijfde Amerikaanse single van Doll Domination en krijgt 21 april de radiorelease.

## Singlechronologie
| Verenigde Staten                                | Verenigd Koninkrijk                          | Oceanië                                         | Europa                                       | Latijns-Amerika                              |
| ----------------------------------------------- | -------------------------------------------- | ----------------------------------------------- | -------------------------------------------- | -------------------------------------------- |
| "When I Grow Up" 27 mei 2008                    | "When I Grow Up" 8 september 2008            | "When I Grow Up" 12 juli 2008                   | "When I Grow Up" 9 juli 2008                 | "When I Grow Up" 30 juli 2008                |
| "Whatcha Think About That" 9 september 2008     | "I Hate This Part" 24 november 2008          | "I Hate This Part" 1 november 2008              | "I Hate This Part" 31 oktober 2008           | "I Hate This Part" 30 november 2008          |
| "I Hate This Part" 21 oktober 2008              | "Whatcha Think About That" 23 februari 2009  | "Bottle Pop" 14 februari 2009                   | "Jai Ho! (You Are My Destiny)" 13 april 2009 | "Jai Ho! (You Are My Destiny)" 16 april 2009 |
| "Jai Ho! (You Are My Destiny)" 23 februari 2009 | "Jai Ho! (You Are My Destiny)" 13 april 2009 | "Jai Ho! (You Are My Destiny)" 23 februari 2009 | "Hush Hush; Hush Hush" 12 mei 2009           | "Hush Hush; Hush Hush"                       |
| "Hush Hush; Hush Hush"                          | "Hush Hush; Hush Hush"                       | "Hush Hush; Hush Hush"                          |                                              |                                              |

## Tracklist

### Standaardeditie
| #   | Titel                                             | Samenstellers                                                                                               | Producer(s)                         | Lengte |
| --- | ------------------------------------------------- | --- | ----------------------------------- | ------ |
| 1.  | "When I Grow Up"                                  | Rodney Jerkins, Theron & Timothy Thomas, Jim McCarty, Paul Samwell-Smith, "Rock City"                       | Darkchild                           | 4:04   |
| 2.  | "Bottle Pop"                                      | Fernando Garibay, Sean Garrett, Nicole Scherzinger                                                          | Fernando Garibay, Sean Garrett      | 3:30   |
| 3.  | "Watcha Think About That" (met Missy Elliott)     | P. Jones, Esther Dean, Ron Fair                                                                             | Polow da Don                        | 3:48   |
| 4.  | "I Hate This Part"                                | Lucas Secon, Wayne Hector, Jonas Jeberg, Mich Cutfather Hansen, Kara DioGuardi                              | Jonas Jeberg, Mich Cutfather Hansen | 3:39   |
| 5.  | "Takin' Over the World"                           | Chase N. Cashe, Chisolm, Farris, Gouche, Daniel Groover,                                                    |                                     | 3:35   |
| 6.  | "Out of This Club" (met R. Kelly en Polow da Don) | R. Kelly, P. Jones                                                                                          | Polow da Don                        | 4:08   |
| 7.  | "Who's Gonna Love You"                            | P. Jones, N. Scherzinger, K. DioGuardi                                                                      | Polow da Don                        | 4:00   |
| 8.  | "Happily Never After"                             | Shea Taylor, Ne-Yo                                                                                          |                                     | 4:49   |
| 9.  | "Magic"                                           | Tim Mosley, Jerome Harmon, Candice Nelson, Ezekiel Lewis, Balewa Muhammad, Patrick Smith                    | Timbaland                           | 3:41   |
| 10. | "Halo"                                            | T. Mosley, J. Harmon, C. Nelson, E. Lewis, B. Muhammad, P. Smith                                            | Timbaland                           | 5:24   |
| 11. | "In Person"                                       | T. Mosley, J. Harmon, C. Nelson, E. Lewis, B. Muhammad, P. Smith                                            | Timbaland                           | 3:36   |
| 12. | "Elevator"                                        | R. Jerkins, Crystal "Cristyle" Johnson                                                                      | Darkchild                           | 3:41   |
| 13. | "Hush Hush"                                       | R. Fair, Andreas "Quiz" Romdhane, Josef Larossi, Ina Wroldsen, N. Scherzinger                               | Ron Fair                            | 3:48   |
| 14. | "Love The Way You Love Me"                        | Chauncey "Hit-Boy" Hollis, Chase N. Cashe, Kara DioGuardi, Chauncey Hollis, Jesse Woodard, Kasia Livingston |                                     | 3:21   |
| 15. | "Whatchamacallit"                                 | T. Mosley, J. Harmon, C. Nelson, E. Lewis, B. Muhammad, P. Smith                                            | Timbaland                           | 4:20   |
| 16. | "I'm Done"                                        | S. Ridel, T.L. James, A. Huff                                                                               |                                     | 3:18   |

### Internationale bonustracks
| #  | Titel                                                              | Samenstellers                                                                | Producer(s)  | Lengte |
| -- | ------------------------------------------------------------------ | ---------------------------------------------------------------------------- | ------------ | ------ |
| 1. | "Baby Love" (J. R. Rotem Remix) (Nicole Scherzinger met will.i.am) | J. R. Rotem, Keith Harris, William Adams, Nicole Scherzinger, Kara DioGuardi | J.R. Rotem   | 3:58   |
| 2. | "Lights, Camera, Action" (met New Kids on the Block)               | P. Jones                                                                     | Polow da Don | 3:45   |
| 3. | "Perhaps, Perhaps, Perhaps"                                        | Osvaldo Farrés, Joe Davis                                                    |              | 2:14   |
| 4. | "When I Grow Up" (Junior Caldera Remix)                            | R. Jones, Theron & Timothy Thomas                                            | Darkchild    | 3:30   |

### Deluxe Bonus-CD
| #  | Titel                                       | Samenstellers                                    | Producer(s) | Lengte |
| -- | ------------------------------------------- | ------------------------------------------------ | ----------- | ------ |
| 1. | "If I Was a Man" (Jessica Sutta)            | M. Nervo, M. Smith, O. Nervo, S. Ridel           | J.R. Rotem  | 3:31   |
| 2. | "Space" (Melody Thornton)                   | Andrew Frampton, J. Jones, J. Kugell, J. Pennock |             | 3:08   |
| 3. | "Don't Wanna Fall in Love" (Kimberly Wyatt) | J. Child                                         |             | 3:21   |
| 4. | "Played" (Ashley Roberts)                   | R. Nevil, S. Diamond                             |             | 3:20   |
| 5. | "Until U Love U" (Nicole Scherzinger)       | Diane Warren                                     |             | 3:38   |

## Doll Domination 2.0
In april werd bekend dat Doll Domination met nieuwe nummers opnieuw zou worden uitgebracht, om het album een extra zetje te geven. Naast de nieuwe nummers staan ook enkele die ook op de standaardeditie te vinden zijn, zodat er in totaal tien nummers op het album staan.

### Amerikaanse en Australische versie
| #   | Titel                          | Samenstellers                                                                                             | Producer(s)                         | Lengte |
| --- | ------------------------------ | --- | ----------------------------------- | ------ |
| 1.  | "When I Grow Up"               | Rodney Jerkins, Theron & Timothy Thomas, Jim McCarty, Paul Samwell-Smith, "Rock City                      | Darkchild                           | 4:04   |
| 2.  | "I Hate This Part"             | Lucas Secon, Wayne Hector, Jonas Jeberg, Mich Cutfather Hansen, Kara DioGuardi                            | Jonas Jeberg, Mich Cutfather Hansen | 3:39   |
| 3.  | "Jai Ho! (You Are My Destiny)" | Ron Fair, A.R. Rahman, S. Singh, Andreas "Quiz" Romdhane, Josef Larossi, Ina Wroldsen, Nicole Scherzinger | Ron Fair & A.R. Rahman              | 3:48   |
| 4.  | "Hush Hush; Hush Hush"         | A. Romdhane, J. Larossi, I. Wroldsen, N. Scherzinger                                                      | Ron Fair, Quiz & Larossi            | 3:48   |
| 5.  | "Top of the World"             | Calvo Da Gr8, The Writers Camp                                                                            | Calvo Da Gr8                        | 3:13   |
| 6.  | "Halo"                         | T. Mosley, J. Harmon, C. Nelson, E. Lewis, B. Muhammad, P. Smith                                          | Timbaland                           | 5:24   |
| 7.  | "Painted Windows"              | R. Jerkins, Osinachi Nwaneri, Kaleena Harper, Cristyle Johnson                                            | Darkchild                           | 3:48   |
| 8.  | "Bottle Pop"                   | Fernando Garibay, Sean Garrett, N. Scherzinger                                                            | Fernando Garibay, Sean Garrett      | 3:30   |
| 9.  | "Takin' Over the World"        | Chase N. Cashe, Chisolm, Farris, Gouche, Daniel Groover,                                                  |                                     | 3:35   |
| 10. | "I'm Done"                     | S. Ridel, T.L. James, A. Huff                                                                             |                                     | 3:18   |

### Internationale versie
| #   | Titel                                             | Samenstellers                                                                                               | Producer(s)                         | Lengte |
| --- | ------------------------------------------------- | --- | ----------------------------------- | ------ |
| 1.  | "When I Grow Up"                                  | Rodney Jerkins, Theron & Timothy Thomas, Jim McCarty, Paul Samwell-Smith, "Rock City                        | Darkchild                           | 4:04   |
| 2.  | "Bottle Pop"                                      | Fernando Garibay, Sean Garrett, Nicole Scherzinger                                                          | Fernando Garibay, Sean Garrett      | 3:30   |
| 3.  | "Watcha Think About That" (met Missy Elliott)     | P. Jones, Esther Dean, Ron Fair                                                                             | Polow da Don                        | 3:48   |
| 4.  | "I Hate This Part"                                | Lucas Secon, Wayne Hector, Jonas Jeberg, Mich Cutfather Hansen, Kara DioGuardi                              | Jonas Jeberg, Mich Cutfather Hansen | 3:39   |
| 5.  | "Takin' Over the World"                           | Chase N. Cashe, Chisolm, Farris, Gouche, Daniel Groover,                                                    |                                     | 3:35   |
| 6.  | "Out of This Club" (met R. Kelly en Polow da Don) | R. Kelly, P. Jones                                                                                          | Polow da Don                        | 4:08   |
| 7.  | "Magic"                                           | T. Mosley, J. Harmon, C. Nelson, E. Lewis, B. Muhammad, P. Smith                                            | Timbaland                           | 3:41   |
| 8.  | "Halo"                                            | T. Mosley, J. Harmon, C. Nelson, E. Lewis, B. Muhammad, P. Smith                                            | Timbaland                           | 5:24   |
| 9.  | "In Person"                                       | T. Mosley, J. Harmon, C. Nelson, E. Lewis, B. Muhammad, P. Smith                                            | Timbaland                           | 3:36   |
| 10. | "Elevator"                                        | R. Jerkins, Crystal "Cristyle" Johnson                                                                      | Darkchild                           | 3:41   |
| 11. | "Hush Hush; Hush Hush"                            | R. Fair, A. Romdhane, J. Larossi, I. Wroldsen, N. Scherzinger                                               | Ron Fair                            | 3:48   |
| 12. | "Love The Way You Love Me"                        | Chauncey "Hit-Boy" Hollis, Chase N. Cashe, Kara DioGuardi, Chauncey Hollis, Jesse Woodard, Kasia Livingston |                                     | 3:21   |
| 13. | "Whatchamacallit"                                 | T. Mosley, J. Harmon, C. Nelson, E. Lewis, B. Muhammad, P. Smith                                            | Timbaland                           | 4:20   |
| 14. | "I'm Done"                                        | S. Ridel, T.L. James, A. Huff                                                                               |                                     | 3:18   |
| 15. | "Jai Ho! (You Are My Destiny)"                    | R. Fair, A.R. Rahman, S. Singh, A. Romdhane, J. Larossi, I. Wroldsen, N. Scherzinger                        | R. Fair & A.R. Rahman               | 3:48   |
| 16. | "Top of the World"                                | Calvo Da Gr8, The Writers Camp                                                                              | Calvo Da Gr8                        | 3:13   |
| 17. | "Painted Windows"                                 | R. Jerkins, Osinachi Nwaneri, Kaleena Harper, Cristyle Johnson                                              | Darkchild                           | 3:48   |
| 18. | "Happily Never After"                             | Shea Taylor, Ne-Yo                                                                                          |                                     | 4:49   |